# 查爾斯頓 (丹地)
查爾斯頓（英語：Charleston）是蘇格蘭鄧迪西北部的地方。這區有兩所小學及一個圖書館。